# هيذر سيمز
هيذر سيمز (بالإنجليزية: Heather Simms)‏ هي ممثلة أمريكية، ولدت في 25 فبراير 1970 في الولايات المتحدة.

## أعمال

### أفلام
- (2005) أزهار مكسورة[2]

## وصلات خارجية
- هيذر سيمز على موقع IMDb (الإنجليزية)
- هيذر سيمز على موقع قاعدة بيانات الفيلم (الإنجليزية)